# تاريخ النسبية العامة
النسبية العامة هي نظرية للجاذبية وضعها ألبرت أينشتاين في الفترة ما بين عام 1907 و1915، مع مساهمات من قبل العديد من الآخرين بعد عام 1915. وفقاً للنسبية العامة؛ التجاذب الثقالي المرصود بين الكتل يؤدي إلى تشويه المكان والزمان عبر تلك الكتل.
قبل ظهور النسبية العامة، تم قبول قانون الجذب العام لنيوتن لأكثر من مائتي سنة بصفته وصفا صحيحا عن قوة الجاذبية بين الكتل، على الرغم من أن نيوتن نفسه لا يعتبر نظريته الكلمة النهائية حول طبيعة الجاذبية.
 
وبعد مرور قرن من صياغة نيوتن لنظريته، كشفت المراقبة الفلكية الدقيقة الاختلافات بين نموذج نيوتن والملاحظات في نموذج نيوتن، إذ كانت الجاذبية نتيجة لقوة بين الأجسام الضخمة. وحتى نيوتن إنزعج لطبيعة تلك القوة التي لم يعرفها، وكان الإطار الأساسي للنظرية ناجح للغاية في وصف الحركة.
وأشارت التجارب والملاحظات إلى أن وصف أينشتاين يمثل العديد من الاثار لقوة الجاذبية التي لم تفسر من قبل قانون نيوتن، مثل الشذوذ الدقيق في مدارات كوكب عطارد والكواكب الأخرى، ولقد توقعت نظرية النسبية العامة تأثيرات جديدة من الجاذبية، مثل موجات الجاذبية، وعدسة الجاذبية وتأثير الجاذبية في الوقت المعروف باسم تباطأ الزمن الثقالي وكثير من هذه التوقعات أثبتت من خلال التجارب أو المراصد وبقية المواضيع تحت الدراسة والبحث.
وقد طورت نظرية النسبية العامة إلى أداة أساسية في الفيزياء الفلكية الحديثة. لأنها توفر الأساس للفهم الحالي للثقوب السوداء، وهي مناطق من الفضاء حيث الجاذبية قوية جدا، بحيث لا يستطيع الهرب من قوة الجاذبية حتى لا يمكن للضوء أن يهرب، ويعتقد أن الجاذبية القوية هي المسؤولة عن الإشعاع الكثيف المنبعث من أنواع معينة من الأجسام الفلكية (مثل النوى المجرية النشطة أو microquasars). ونظرية النسبية العامة هي أيضا جزء من اطار نموذج الانفجار الكبير القياسي في علم الكونيات. 

## خلق النسبية العامة

### الاستقصاءات الأولية

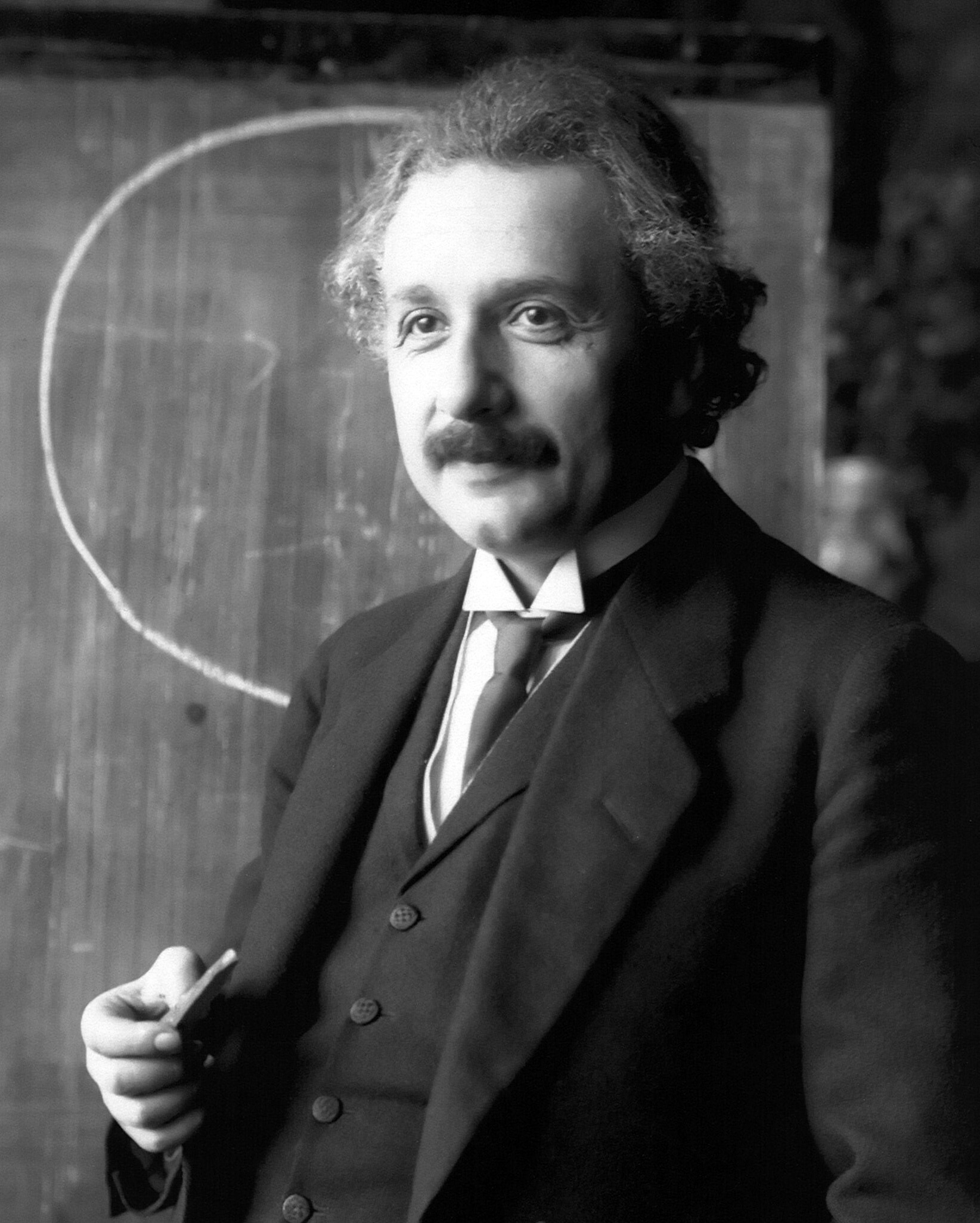
قام ألبرت أينشتاين بتطوير نظريتي النسبية الخاصة والعامة، الصورة تعود لعام 1921

قال أينشتاين في وقت لاحق، أن السبب في تطوير نظرية النسبية العامة هو تقديم مبدأ الحركة بالقصور الذاتي في النسبية الخاصة، في حين أن النظرية منذ البداية ترجح عدم وجود أي حالة من الحركة (حتى عدم وجود تسارع) وظهر ذلك أكثر تقبلا لديه في «مبدأ القصور الذاتي» لذلك استمر يعمل في مكتب براءات الاختراع في عام 1907، وصرح أينشتاين بقوله انه سيسمي ذلك ب«أسعد تفكير له» فأدرك ان مبدأ النسبية يجب ان يمتد إلى مجال الجاذبية.
ونتيجة لذلك، في عام 1907 كتب مقالا عن التسارع في ظل النظرية النسبية الخاصة ونشر عام 1908 وفي هذا المقال قال إن السقوط الحر هو حركة القصور الذاتي حقا، وذلك لمراقب ذو سقوط حر وأن قواعد النسبية الخاصة يجب أن تنطبق على ذلك وتسمى مبدأ التكافؤ. وفي نفس المقال، كما تنبأ أينشتاين بظاهرة تباطأ الزمن الثقالي.
في عام 1911، نشر اينشتاين مقال آخر موسعا تعقيبا على مقال عام 1907، وقال انه يفكر في حالة وجود صندوق ذو تسارع منظم ليس في مجال الجاذبية، وأشار إلى أنه سيكون تمييزه مستحيلا من صندوق لا يزال موجودا في حقل الجاذبية الثابت واستخدم نظرية النسبية الخاصة ليرى أن معدل حركة الساعات في أعلى الصندوق أسرع من معدل حركة الساعات في أسفله، ويشير إلى أن معدلات السرعة للساعات تعتمد على مكانها في مجال الجاذبية، وأن اختلاف معدل السرعة يتناسب مع قدرة الجاذبية حسب التقريب الأولي لها.
وتنبأ بانحراف الضوء بسبب جاذبية الأجسام الكبيرة وعلى الرغم من ان التقريب كان موجودا، لكن اكتشافه سمح له بأن يحسب أن الانحراف لم يكن صفرا، وقام الفلكي الألماني اروين فينلي-فروندليتش بنشر تحدي آينشتاين إلى العلماء في جميع أنحاء العالم. وحث هذا علماء الفلك للكشف عن انحراف الضوء الصادر من نجم خلف الشمس خلال كسوف الشمس، وتبين صحة ادعاءه في هذا الحدث الحاصل عام 1905، حيث تغير موقع النجم وهذا بسبب انحراف مسار الضوء وهو يمر بالقرب من سطح الشمس متاثرا بجاذبيتها الضخمة وأعطى هذا الثقة لأينشتاين أن نظرية العددية للجاذبية التي اقترحها غونار نوردستروم كانت غير صحيحة. والقيمة الفعلية للانحراف التي حسبها  كانت صغيرة للغاية، لأن التقريب الذي استخدمه لم يكن يعمل بشكل جيد لتحريك الأمور في صيغة قريبة من سرعة الضوء، وعند انتهاء أينشتاين من نظرية النسبية العامة كاملة، وقال انه يريد تصحيح هذا الخطأ الذي فعله والتنبؤ بالقيمة الصحيحة لانحراف الضوء نتيجة تاثره بجاذبية الشمس.
وكان آخر التجارب الفكرية البارزة لآينشتاين حول طبيعة حقل الجاذبية هو للقرص دوار (شكل مختلف من المفارقة إرينفيست). حيث كان يتصور مراقب يجري التجارب على القرص الدوار، وأشار إلى أن مثل أي مراقب سوف تجد قيمة مختلفة عن الπ الثابت الرياضي إلى واحد وهذا ما تنبأت به الهندسة الإقليدية. والسبب هو أن نصف قطر دائرة سيقاس مع سيطرة غير متقلصة، ولكن وفقا للنظرية النسبية الخاصة، فإن المحيط سيبدو أنه أطول بسبب إن السيطرة ستتقلص.
منذ اعتقاد آينشتاين أن قوانين الفيزياء كانت موضعية، وصفت من قبل الحقول الموضعية، وخلص من ذلك أن الزمكان يمكن أن يكون منحني موضعيا. وهذا ما أدى به إلى دراسة الهندسة الريمانية، وصياغة نظرية النسبية العامة حسب هذه اللغة.

### تطوير النسبية العامة

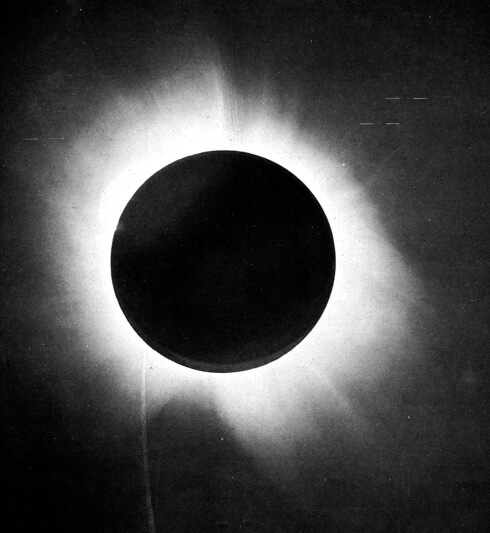
صورة إدينجتون في وقت كسوف الشمس، والتي أكدت نظرية أينشتاين أن الضوء ينحني متاثرا بجاذبية الشمس.

في عام 1912، عاد آينشتاين إلى سويسرا لقبول أستاذيتة في جامعته، في المعهد الفدرالي السويسري للتكنولوجيا في زيورخ. وعندما عاد في زيورخ، وقال انه زار مباشرة صديقه من المعهد الفدرالي السويسري للتكنولوجيا في زيورخ مارسيل جروسمان، وهو الآن بروفيسور في الرياضيات وهو الذي قدم له هندسة ريمان، وبصورة أعم، الهندسة التفاضلية.
وبناء على توصية من عالم الرياضيات الإيطالي توليو ليفي تشيفيتا، بدأ آينشتاين استكشاف فائدة التغاير العام (جوهريا استخدام الموترات) لنظريته عن الجاذبية. ولفترة من الوقت كان أينشتاين يفكر أن هناك مشاكل مع هذا النهج، لكنه عاد في وقت لاحق لذلك، وبحلول أواخر عام 1915، حيث نشر نظريته النسبية العامة بالشكل الذي يتم استخدامها اليوم. وهذه النظرية تفسر قوة الجاذبية على شكل تشويه لبنية الزمكان من قبل المادة، وتسبب حركة القصور الذاتي لباقي المواد.
خلال الحرب العالمية الأولى، كان عمل علماء دول المركز متاح فقط للأكاديميين في دول المركز، لأسباب تتعلق بالأمن القومي. وبعض من أعمال آينشتاين وصلت إلى المملكة المتحدة والولايات المتحدة من خلال جهود النمساوي بول إهرنفست والفيزيائين في هولندا، وخاصة الحائز على جائزة نوبل عام 1902 هندريك لورنتز وويليم دي سيتر من جامعة ليدن، وفي وقتها انشغل عالِم الفيزياء الألماني كارل شوارتز شايلد، بالنظرية النسبية، وتوصّل إلى رسم صورة كونيّة لمركّب (الزمان - المكان) مما يجعله بشكل كرة متناسقة، ولكنها هائلة الأبعاد.
وفي أثناء ذلك عمل عالم الفلك آرثر ايدنغتون مع صاحبهِ رويال دايسون، على رصد مواقع النجوم أثناء كسوف شمسي كامل، وقارنها مع مواقعها في الليل. وأثبتا أن هناك فارقاً، ما يعني أن الشمس وجاذبيتها تؤثران في الضوء الآتي من النجوم إلى الأرض، وهو جزء أساسي من نظرية آينشتاين. وبعد انتهاءالحرب العالمية الأولى، حافظ آينشتاين على علاقته مع جامعة لايدن، وقبل بعقد كأستاذ فوق العادة لمدة عشر سنوات، 1920-1930، فكان يسافر إلى هولندا بانتظام لإلقاء محاضرته في الجامعة.
في عام 1917، قبل العديد من علماء الفلك تحدي آينشتاين عام 1911. ففي مرصد ويلسون في ولاية كاليفورنيا، بالولايات المتحدة، نشر تحليلا للطيف الشمسي التي لم يظهر أي الانزياح نحو الأحمر بفعل الجاذبية. وفي عام 1918، وأيضا في ولاية كاليفورنيا، أعلن مرصد ليك، وهو أيضا قد دحض تنبؤ أينشتاين، على الرغم من أن نتائج المرصد لم تنشر بعد.
ومع ذلك، في مايو 1919، زعم فريق من قبل الفلكي البريطاني آرثر ستانلي إدينجتون، وأكد صحة تنبؤ أينشتاين عن عدسة الجاذبية عند تصوير كسوف الشمس مع البعثات المزدوجة في سوبرال، شمال البرازيل، وبرينسيبي، وجزيرة في غرب أفريقيا. 
واشاد الحائز على جائزة نوبل ماكس بورن بنظرية النسبية العامة باسم «أعظم إنجاز في التفكير البشري عن الطبيعة»، وكان زميل الحائز على جائزة بول ديراك يقول: انه قال عن النسبية «ربما كان أعظم اكتشاف علمي من أي وقت مضى». وفعلت ذلك وسائل الإعلام الدولية مضمنة شهرة أينشتاين العالمية.
كانت هناك مزاعم بأن التدقيق في الصور المحددة التي أخذها ايدينتغون أظهرت حالة من عد التيقن من أن التجربة من الممكن أن تقارن بنفس القدر مع كما التأثير الذي إدعى إيدنغتتون انه اثبته وقد خلثت تجربة بريطانية إلى ان ذلك الأسلوب لا يمكن الاعتماد عليه. وحسب انحراف الضوء في وقت لاحق عن طريق راصدات أكثر دقة. وأدى ما حدث إلى استياء ألماني من الوافد الجديد وقام الفيزيائيون الألمان بعمل حركة سموها دوشته فيزيك (الفيزياء الألمانية) معارضة لما سموه الفيزياء اليهودية 

### التغاير العام ومفارقة الثقب
في عام 1912 كان أينشتاين يعمل بنشاط في نظرية عن قوى الجاذبية وتفسيرها على أنها ظاهرة هندسية، وكان ذلك طلبا من تولليو ليفي-كيفاتيا حيث بدأ اينشتاين من خلال استكشاف استخدام التغاير العام (والذي هو أساسا استخدام الموترات المنحنية) لإنشاء نظرية الجاذبية، وفي عام 1913 تراجع أينشتاين عن هذا العمل لأنه رأى أنه يتعارض مع مفارقة الثقب، وفي عام 1914 وجزء كبير من 1915 حاول أينشتاين إنشاء نظرية ميدانية تعتمد على أسلوب آخر، وعندما أثبت ان هذا الأسلوب غير متناسق، أعاد النظر في مفهوم التغاير العام واكتشف أن مفارقة الثقب تضمنت نقاط ضعف.

### الثقب الأسود
في عام 1935 بدأت البحوث حول الثقوب السوداء، حيث سافر الشاب الهندي شاندراساخير، على السفينة التي حملتهُ إلى بريطانيا، وصرف ذلك العالِم وقته جالساً على كرسي، ومنكباً على أوراق دوّن عليها معادلات فيزياء وهي من وحي نظرية آينشتاين، وبعضاً من معادلات الفيزياء الكمية، وقبيل وصوله إلى بريطانيا، توصّل إلى فكرة أن بعض النجوم الكبيرة يقل ضوئها وتنطفيء، ليتحوّل ذلك النجم إلى ثقب أسود، وهذا الثقب لديه قوة جاذبيّة هائلة، مما عارض ذلك مع نظريات الفيزياء التي كانت سائدة في جامعة كامبردج، حيث عرض شاندراساخير نظريته في عام 1935 ولم يلقّ سوى السخرية. فسافر إلى أميركا ودرّس في جامعاتها. واعتبر هناك أبرز شارح لنظرية آينشتاين. وتدريجاً، تقبّل العلماء نظرية الثقب الأسود.
وفي عام 1983، نال شاندراساخير جائزة نوبل عن تلك النظرية.
وفي عام 1999، كرّمته وكالة ناسا للفضاء بأن أطلقت أسم (شاندرا) على أول تلسكوب فضائي يرصد الكون باستخدام أشعة إكس.

### الجاذبية والزمن
في عام 1959 تم إثبات أن الجاذبيّة تبطئ الزمن، وفي تجربة لروبرت باوند وغلين ريبيكا، وهما عالِما فيزياء في «جامعة هارفرد»، ثبت أن ضوء الشمس الذي هو مقياس الوقت، يتباطأ قليلاً عند دخوله حقل جاذبيّة الأرض، وفي عام 1977، عندما صُنع نظام تحديد المواقع (جي بي إس)، أدخل العلماء ذلك التباطؤ ضمن معادلاتهم، مما ضمن دقة التزامن في حساب الموجات الكهرومغناطيسيّة السائرة بسرعة الضوء، بين الأقمار الاصطناعيّة في الفضاء الخارجي الضعيف الجاذبيّة، ومستخدمي نظام (جي بي أس) على الأرض.

### تطوير النظرية الميدانية لأينشتاين
عندما أدرك أينشتاين أن مفهوم التغاير العام يمكن أن يدافع عنه وأن يقبل في الواقع، قام بالإسراع في إكمال تطوير نظرية ميدانية والتي سميت بإسمه فيما بعد، وعلى كل حال ارتكب أينشتاين خطأ عرف واشتهر في الوقت الحاضر، ونشر نظريته الميدانية في أكتوبر عام 1915
{\displaystyle R_{\mu \nu }=T_{\mu \nu }\,},
{\displaystyle R_{\mu \nu }} العلامة السابقة تمثل موتر ريشي وهذه تمثل موتر الزخم - الطاقة {\displaystyle T_{\mu \nu }}  وهذا توقع الحضيض الشمسي لسير كوكب عطارد غير النيوتيني، وكان أينشتاين فرحا جدا، وبعد فترة قصيرة، عرف أن هذا يتعارض مع الحفاظ الموضعي للطاقة -الزخم إلا إذا كان للكون كثافة ثابتة للكتلة والطاقة - الزخم وما يعني أن؛ الهواء والصخور وحتى الفراغ يجب أن تكون جميعها بنفس الكثافة، وهذا التعارض مع الملاحظات جعل أينشتاين يعود إلى لوحة الرسم:
{\displaystyle R_{\mu \nu }-{1 \over 2}Rg_{\mu \nu }=T_{\mu \nu }},
 {\displaystyle R} هي  كمية ريشي القياسية أو انحناء ريشي وهذه العلامة {\displaystyle g_{\mu \nu }} هي الموتر المتري، مع نشر معادلات المجال، أصبحت قضية واحدة من حلها لمختلف القضايا وتفسيرها للحلول ومن ذلك الحين اهتم العلماء جدا بالتحقق التجريبي للنسبية العامة.

### أينشتاين وهيلبيرت
على الرغم من أن آينشتاين يحسب له الفضل في إيجاد معادلات المجال، فقد نشر عالم الرياضيات الألماني ديفيد هلبرت هذه المعادلات في مقال قبل آينشتاين، وقد أدى ذلك إلى اتهام آينشتاين بالسرقة العلمية، ولم تكن هذه المعادلات من هيلبرت، وتأكد أن المعادلات مجال الجاذبية يجب أن يطلق عليها «معادلات آينشتاين هيلبرت». وفي يوم 25 نوفمبر، وبعد ما يقرب من عشر سنوات على نشر نظرية النسبية الخاصة، قدم آينشتاين ورقته عن المعادلات لمجال الجاذبية للنشر، وهذه هي معادلات الحقل الصحيح للنظرية النسبية العامة (أو النسبية العامة لفترة قصيرة). وفي الواقع فإن عالم الرياضيات الألماني ديفيد هلبرت قدم مقالة تحتوي على معادلات الحقل الصحيحة للنظرية النسبية العامة قبل خمسة أيام من تقديم أينشتاين لها. لكن لم يدع هيلبرت الأولوية وأحقيته لهذه النظرية. مما يعني أنه إما عرفها بعد مراسلاته مع آينشتاين أو أن آينشتاين عرفها قبله أو غير ذلك.
كان السير من أكبر الداعمين لآينشتاين حتى في السنوات الأولى لنشر آينشتاين لنظريته، لأنها كانت نظرية معقدة جدا وصعب فهمها (حتى اليوم يعتبر شعبيا من يفهما في ذروة التفكير العلمي، وفي السنوات الأولى كان أكثر من ذلك)، وكان يردد أن ثلاثة أشخاص فقط في العالم يفهم تلك النظرية. وكانت هذه محاولة كاذبة لإلقاء الضوء على آينشتاين وعلى نسبيته العامة كما روى لودفيك سيلبرشتاين خلال واحدة من محاضرات إدينجتون فقال: "بروفيسور أيدنجتون، يجب أن تكون واحدا من ثلاثة أشخاص في العالم يفهم النسبية العامة، إدينجتون توقف، كان غير قادر على الإجابة. واستمر سيلبرشتاين "لا تكون متواضعا، يا إدينجتون!" وأخيرا، أجاب إدينجتون "على العكس من ذلك، وأنا أحاول مثلك أن أفكر من هو الشخص الثالث!".

## حلول

### حل شوارزشيلد
قام كارل شوارتزشيلد عام 1915 بوضع حل وسماه مصفوفة شوارزشيلد لمعادلات المجال لآينشتاين والتي تصف حقل الجاذبية خارج أي كتلة كروية، ونشرها عام 1916 والآن هناك العديد من الحلول الدقيقة.

### توسع الكون والثابت الكوني
في عام 1922، وجد الكسندر فريدمان حل لمسألة أن الكون  يتوسع، وبعده جورج لومتر وكان أينشتاين نشر مقال في توسع الكون لكنه تراجع وأصبح، آينشتاين يعتقد أن الكون كان ثابت على ما يبدو، وبما أن الكون الثابت لا يتوافق مع معادلات النسبية العامة، لذلك أضاف   الثابت الكوني (يرمز له غالبا بالرمز لامبدا: Λ) للمعادلات، والتي أصبحت: {\displaystyle R_{\mu \nu }-{1 \over 2}Rg_{\mu \nu }+\Lambda g_{\mu \nu }=T_{\mu \nu }}.
هذا سمح بخلق حلول لحالة مستقرة ، لكنها كانت متقلبة ومتغيرة: واقل اضطراب في وجود حالة ثابتة سيؤدي إلى وجود كون يتوسع أو ينكمش. في عام 1929، وجد ادوين هابل أدلة على فكرة أن الكون يتوسع، أسقط أينشتاين فكرة ثبات الكون وقال ان ذلك كان أكبر خطأ في حياته المهنية. في ذلك الوقت وضع الثابت الكوني لغرض اثبات فرضية ثبات الكون.

### مزيد من الحلول الدقيقة
وكان التقدم في حل المعادلات المجال استمر فهم الحلول. تم اكتشاف حل لجسم مشحون متماثل كروياً من قبل هانز رايسنر واكتشافها في وقت لاحق من قبل غونار نوردستروم، ويسمى الحل رايسنر-نوردستروم. وكان جانب الثقب الأسود من حل شوارزشيلد مثيرا للجدل للغاية، ولم أينشتاين  يعتقد ان هذا  الحل يمكن أن يكون حقيقيا.

## نظريات بديلة
ثمة الكثير من المحاولات التي سعت لإيجاد تعديلات على النسبية العامة. من أشهرها: نظرية برانز-ديك، ونظرية الجاذبية الثنائية لروزن. اقترحت كلتا النظريتين تغييرات على معادلات المجال للنسبية العامة، وعانت النظريتان من التغيرات التي تتخلل وجود إشعاع جذبوي ثنائي القطب. ونتيجة لذلك، تم دحض النظرية بواسطة عمليات رصد النجوم النابضة الثنائية. بالنسبة لنظرية برانز-ديك (التي تضمنت متغيرا انضباطيا (ω) حيث ω = ∞ كما في النسبية العامة) فإن مقدار اختلافها عن النسبية العامة كان قد قُيِّد بشدة بفعل عمليات الرصد تلك.
لا تتوافق النسبية العامة مع ميكانيكا الكم (النظرية التي تصف ازدواجية الموجة والجسيم للمادة) في العموم، ولا تصف ميكانيكا الكم حاليا الجاذبية على مستويات ميكروسكوبية. هناك مقدار كبير من التكهن في المجتمع الفيزيائي حول التعديلات التي قد تحتاجها النسبية العامة وميكانيكا الكم لكي يتم توحيدهما بشكل متناسق. والنظرية التكهنية التي توحد النسبية العامة وميكانيكا الكم تعرف دائما بالجاذبية الكمية، ومن أمثلتها: نظرية الأوتار، والجاذبية الكمية الحلقية.

## المزيد حول تاريخ النسبية العامة
يعرف كيب ثورن العصر الذهبي للنسبية العامة على أنها الفترة ما بين 1960 إلى 1975 التي دخلت فيها دراسة النسبية العامة تيار الفيزياء النظرية. وأثناء هذه الفترة، تم تقديم الكثير من المفاهيم والمصطلحات التي لاتزال ملهمة لخيال باحثي الجاذبية ولعامة الجمهور، مثل الثقوب السوداء والتفرد الجذبوي. وفي الوقت عينه، أثناء حدوث تطور قريب الصلة، دخل علم الكونيات الفيزيائي للتيار، وأصبحت نظرية الانفجار العظيم راسخة.
يشير فولفيو ميليا عادة إلى العصر الذهبي للنسبية العامة في كتابه «كسر شفرة آينشتاين». ويشير أيضا إلى أن النسبية العامة تحركت بنجاح منذ مؤتمر النسبية الذي عقده أندريه تروتمان في وارسو عام 1962، وذلك في أعقاب تجربة باوند-ريبكا، وظلت النسبية العامة في عصرها الذهبي حتى منتصف السبعينات. وقد أشاد روي كير بهذا الكتاب في خاتمته قائلا: «إنه كتاب رائع يصور بشكل جميل الفترة التي نشير إليها في يومنا هذا بالعصر الذهبي للنسبية».